# Was fang ich an in dieser Stadt?
Was fang ich an in dieser Stadt? ist das dritte Studioalbum und insgesamt vierte Album von Klaus Hoffmann. Es stammt aus dem Jahr 1978.

## Entstehung
Klaus Hoffmann produzierte das Album selbst. Das Coverfoto stammt von Michael von Gimbut.

## Titelliste
Musik und Texte von Klaus Hoffmann.

Seite 1
1. Was fang ich an in dieser Stadt – 3:40
2. Kreuzberger Walzer – 3:46
3. Der Boxer – 4:52
4. Nein – 3:18
5. Estaminet – 4:22

Seite 2
1. Brett vorm Kopp – 3:12
2. Novembermorgen – 3:35
3. Stille – 2:58
4. Die Mittelmäßigkeit – 3:03
5. Hanna – 2:48
6. Berlin – 4:33

## Wiederveröffentlichung
Das Album wurde 2000 als CD mit der gleichen Titelfolge wiederveröffentlicht.